# Marino Furlani
Marino Furlani (Gorizia, 2 novembre 1904 – Verona, 15 luglio 1975) è stato un calciatore italiano, di ruolo centrocampista.

## Carriera
Militò nella Lazio dal 1928 al 1934, partecipando tra l'altro ai primi 5 campionati di Serie A.
Dopo il suo ritiro, fu allenatore della squadra di calcio di Ponte Nuovo di Magenta.